# Buta-1,2-dien
Buta-1,2-dien je organická sloučenina se vzorcem CH2=C=CHCH3, izomer buta-1,3-dienu; nejjednodušší substituovaný allen.

## Výroba
Směs čtyřuhlíkatých látek vzniklá krakováním a destilací ropy obsahuje převážně (obvykle z přibližně 75 %) buta-1,3-dien, isobuten, a but-1-en. Buta-1,2-dien tvoří méně než 1 % této směsi; oddělit se dá extrakcí s využitím N-methylpyrrolidonu.